# Chromiet
Het mineraal chromiet is een ijzer-chromaat met de chemische formule FeCr2O4.

## Eigenschappen
Het donkerbruine tot zwarte mineraal heeft een metallische glans en behoort tot de spinelgroep. Chromiet smelt bij 2435 °C, en heeft een hardheid van 5,5. De gemiddelde dichtheid is 4,79 en het mineraal is niet radioactief maar wel zwak natuurlijk magnetisch.

## Naam
Chromiet is genoemd naar de chemische samenstelling; het bevat het element chroom.

## Voorkomen
Chromiet-rijke erts wordt chromietzand genoemd en bestaat uit metaaloxiden, in de uiterlijke vorm van een donker zand: FeCr2O4 (50%), FeO (25%), Al2O3 (15%), MgO (10%) en SiO2 (kwarts) (1%). De dichtheid van chromietzand varieert met de samenstelling, en ligt tussen de 4500 en 4800 kg/m³. De typelocatie van het mineraal is Bastide de la Carrade, Gassin, Var, aan de Côte d'Azur, Frankrijk.
Chromiet komt voor in peridotiet en gelaagde ultramafische intrusieve gesteenten. Het komt ook voor in metamorfe gesteenten als serpentiniet. Ertsafzettingen van chromiet worden gevormd als vroeg-magmatische cumulaten. Het mineraal komt veel samen voor met olivijn, magnetiet, serpentijn en corundum. Het Bushveld Complex in Zuid-Afrika is een groot gelaagd complex mafische tot ultramafische stollingsgesteenten waarin lagen voorkomen die voor 90% uit chromiet bestaan. Bij zulke grote concentraties chromiet noemt men het gesteente zelf chromitiet.